# 二氯化鉲
二氯化鉲是一種由鉲金屬和氯所組成的二元无机化合物，其化學簡式為CfCl2。

## 合成
二氯化鉲可由在高溫(600℃)下由氫氣還原三氯化鉲製備。

## 物理性質
二氯化鉲是對濕氣敏感的琥珀色固體。